# 龚非力
龚非力（1942年11月—），男，上海人，中国免疫学家，华中科技大学同济医学院免疫学教授，博士生导师。曾任中国免疫学会副理事长，武汉市政协副主席。